# YOKOKIMTHURSTON
YOKOKIMTHURSTON ist das erste Studioalbum von Yoko Ono, Kim Gordon und Thurston Moore. Es wurde am 25. September 2012 in den USA und am 24. September 2012 in Großbritannien veröffentlicht.
Als Interpreten wurden auf dem Cover YOKOKIMTHURSTON angegeben.

## Entstehungsgeschichte

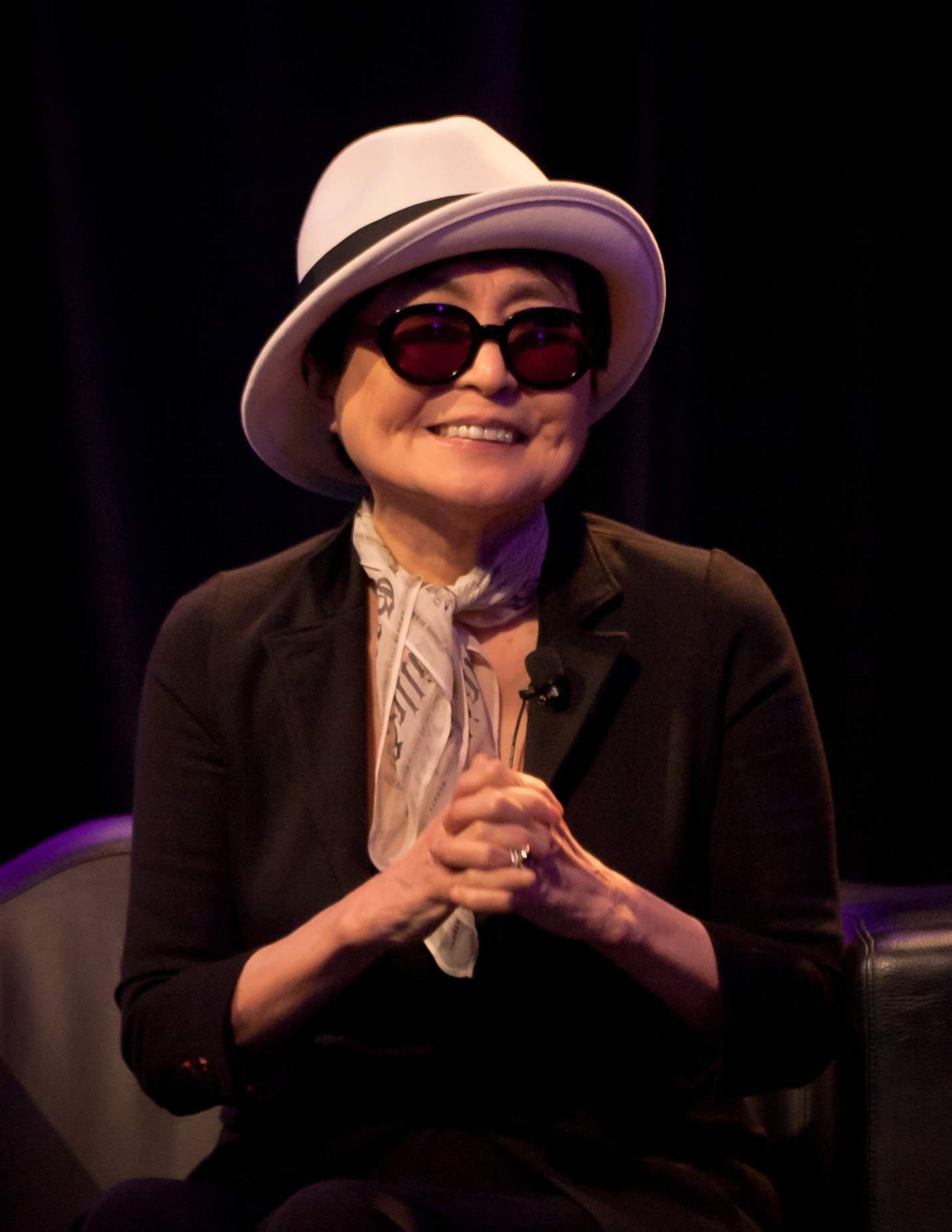
Yoko Ono, 2011

Yoko Ono nahm am 26. Februar 2011 mit den beiden Mitgründern von Sonic Youth, Kim Gordon und Thurston Moore das Album YOKOKIMTHURSTON auf. Bei den Liedern handelt es sich ausschließlich um experimentelle Musik, der Gesangsstil von Yoko Ono erinnert an ihr Debütalbum Yoko Ono/Plastic Ono Band aus dem Jahr 1970, so werden überwiegend keine Worte, sondern lediglich Laute/Geräusche gesungen. Ein Produzent der Aufnahmesession wird nicht angegeben, sodass anzunehmen ist, dass die drei aufnehmenden Künstler im Wesentlichen die Produktion selber ausführten.
Am 3. Dezember 2013 wurden die kompletten Aufnahmen auf einer auf 600 Einheiten limitierten Dreifach-Vinyl-Langspielplatte veröffentlicht. Alle LPs enthalten Unterschriften von den Künstlern.
Einschließlich der drei Avantgarde-Alben sowie Some Time in New York City, Double Fantasy, Milk and Honey und zweier Interviewalben mit ihrem Ehemann John Lennon, zweier Kompilationsalben  und des Live-Albums der Plastic Ono Band ist es das insgesamt siebenundzwanzigste Album Yoko Onos.

## Cover
Die Covergestaltung erfolgte von Frank Olinsky und Emily B. O’Brien. Die Illustration stammt von Kim Gordon.

## Titelliste
Alle Titel des Albums wurden von Yoko Ono, Kim Gordon und Thurston Moore komponiert.

### CD
1. I Missed You Listening – 9:58
2. Running the Risk – 9:38
3. I Never Told You, Did I? – 7:04
4. Mirror Mirror – 9:45
5. Let's Get There – 9:34
6. Early in the Morning – 14:36

### Langspielplatte
- Seite 1
- I Missed You, Listening
- Seite 2
- I Missed You, Listening (Cont'd)
- Running The Risk
- Seite 3
- I Never Told You, Did I?
- Let's Get There Part 1
- Seite 4
- I Know
- Mirror Mirror
- Seite 5
- Thurstono
- Let's Get There Part 2
- Seite 6
- See You
- Early In The Morning

## Singleauskopplungen
Early in the Morning
Im Vorwege erschien am 5. Juni 2012 in den USA eine einseitige 10"-Vinyl-Single mit dem Lied Early in the Morning. Die Single war auf 1000 Exemplare limitiert.

## Chartplatzierungen
Das Album verfehlte einen Einstieg in die offiziellen Hitparaden.